# 高铼酸铁
高铼酸铁是一种无机化合物，化学式为Fe(ReO4)3。

## 制备
高铼酸溶液溶解氢氧化铁，得到高铼酸铁。它在溶液中结晶，可以得到四水合物Fe(ReO4)3·4H2O。